# Poutní cesta (Vranov)
Poutní cesta do Vranova v okrese Brno-venkov se nachází při cestě mezi brněnskou čtvrtí Útěchov a obcí Vranov. Boží muka jsou chráněna jako nemovitá kulturní památka České republiky.

## Historie
Soubor božích muk je součástí 10 kilometrů dlouhé poutní cesty od bývalého kláštera kartuziánů v Králově Poli v Brně k poutnímu kostelu Narození Panny Marie ve Vranově, která vede přes Soběšice a Útěchov.
Zastavení jsou v podobě zděných sloupků na obdélném půdorysu, složených ze dvou částí – na spodní část je umístěna kaplička s nikou a stříškou.